# 法里亚斯布里图
法里亚斯布里图是巴西塞阿拉州的一个市镇。总面积503.574平方公里，总人口19380人，人口密度38.5人/平方公里。